# Olha Saladuja
Olha Valerivna Saladuja (en ucraniano: Ольга Валеріївна Саладуха, Donetsk, URSS, 4 de junio de 1983) es una deportista ucraniana que compitió en atletismo, especialista en la prueba de triple salto. Está casada con el ciclista Denys Kostiuk.
Participó en cuatro Juegos Olímpicos de Verano, entre los años 2008 y 2020, obteniendo una medalla de bronce en Londres 2012, y el séptimo lugar en Pekín 2008.
Ganó dos medallas en el Campeonato Mundial de Atletismo, oro en 2011 y bronce en 2013, y una medalla de plata en el Campeonato Mundial de Atletismo en Pista Cubierta de 2014.
Además, obtuvo tres medallas de oro en el Campeonato Europeo de Atletismo entre los años 2010 y 2014, y dos medallas en el Campeonato Europeo de Atletismo en Pista Cubierta, oro en 2013 y bronce en 2019.

## Palmarés internacional
| Juegos Olímpicos                     | Juegos Olímpicos      | Juegos Olímpicos  | Juegos Olímpicos |
| Año                                  | Lugar                 | Medalla           | Prueba           |
| ------------------------------------ | --------------------- | ----------------- | ---------------- |
| 2012                                 | Londres (Reino Unido) | Medalla de bronce | Triple salto     |
| Campeonato Mundial                   |                       |                   |                  |
| Año                                  | Lugar                 | Medalla           | Prueba           |
| 2011                                 | Daegu (Corea del Sur) | Medalla de oro    | Triple salto     |
| 2013                                 | Moscú (Rusia)         | Medalla de bronce | Triple salto     |
| Campeonato Mundial en Pista Cubierta |                       |                   |                  |
| Año                                  | Lugar                 | Medalla           | Prueba           |
| 2014                                 | Sopot (Polonia)       | Medalla de plata  | Triple salto     |
| Campeonato Europeo                   |                       |                   |                  |
| Año                                  | Lugar                 | Medalla           | Prueba           |
| 2010                                 | Barcelona (España)    | Medalla de oro    | Triple salto     |
| 2012                                 | Helsinki (Finlandia)  | Medalla de oro    | Triple salto     |
| 2014                                 | Zúrich (Suiza)        | Medalla de oro    | Triple salto     |
| Campeonato Europeo en Pista Cubierta |                       |                   |                  |
| Año                                  | Lugar                 | Medalla           | Prueba           |
| 2013                                 | Gotemburgo (Suecia)   | Medalla de oro    | Triple salto     |
| 2019                                 | Glasgow (Reino Unido) | Medalla de bronce | Triple salto     |